# پونتیان کچیل
پونتیان کچیل (به لاتین: Pontian District) یک سکونتگاه مسکونی در مالزی است که در جوهور واقع شده‌است.